# Spoczynek (Białoruś)
Spoczynek (biał. Спачынак; ros. Спочинок) – wieś na Białorusi, w obwodzie brzeskim, w rejonie baranowickim, w sielsowiecie Żamczużny.
W dwudziestoleciu międzywojennym wieś leżała w Polsce, w województwie nowogródzkim, w powiecie baranowickim.
Znajduje tu się przystanek kolejowy Siewruki, leżący na linii Baranowicze – Wołkowysk.